# Chalid Bahah

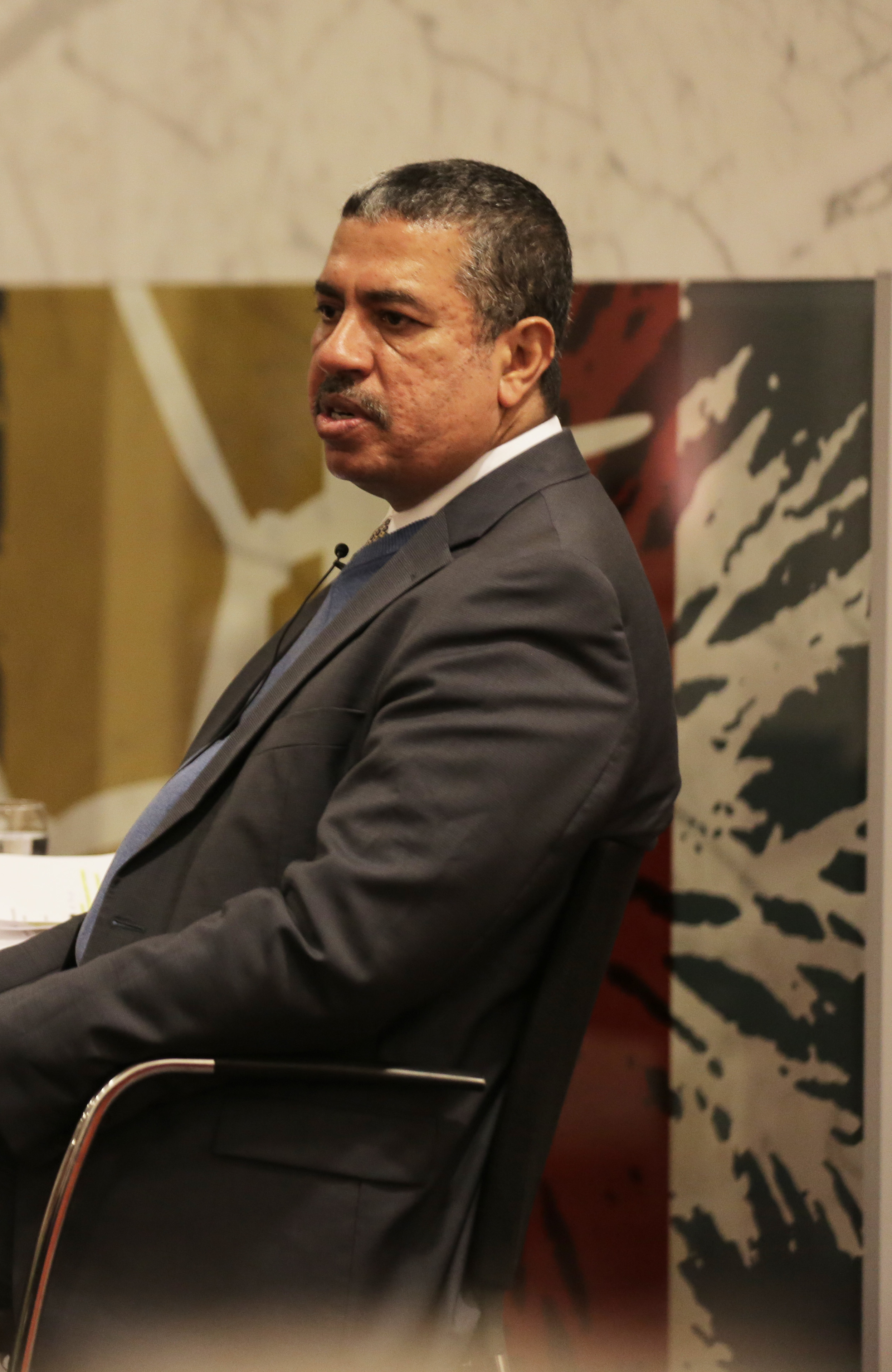
Chalid Bahah (2016)

Chalid Mahfuz Bahah (arabisch خالد محفوظ بحاح, DMG Ḫālid Maḥfūẓ Baḥāḥ; auch Khaled Bahah; * 1965) ist ein jemenitischer Diplomat und Politiker. Vom 9. November 2014 bis zum 3. April 2016 war er Ministerpräsident des Landes. Vom 13. April 2015 bis zum 3. April 2016 war er zusätzlich Vizepräsident.

## Leben
Chalid Bahah absolvierte ein Studium an der indischen Universität Pune. Bis 2011 war er Mitglied der regierenden Partei Allgemeiner Volkskongress und zeitweise Minister für Öl und mineralische Rohstoffe. Seit März 2011 unterstützte er die Revolution im Jemen, verlangte den Rücktritt von Staatspräsident Ali Abdullah Salih, um weiteres Blutvergießen zu vermeiden, und trat aus Protest gegen die vom Regime gegen das Volk ausgeübte Gewalt aus der Partei aus. Danach war er Botschafter seines Landes in Kanada. Nach der Wahl Abed Rabbo Mansur Hadis zum Präsidenten des Jemen machte dieser Bahah zum Ständigen Vertreter bei den Vereinten Nationen und designierte ihn am 14. Oktober 2014 zum Regierungschef. Er trat das Amt als Nachfolger von Mohammed Basindawa am 9. November 2014 an. Nachdem Huthi-Rebellen die Hauptstadt des Landes eroberten, erklärten Bahah und anschließend auch Staatspräsident Hadi ihren Rücktritt, das Kabinett löste sich auf und ergriff die Flucht nach Saudi-Arabien. Das Parlament hatte den Rücktritt nicht angenommen.
Anschließend erneuerten Hadi und Bahah ihre Regierung im Exil und kehrten am 16. September in die provisorische Hauptstadt Aden zurück. Am 3. April 2016 hat Chalid Bahah nach einem Machtkampf mit Präsident Hadi all seine Regierungsämter verloren. Nachfolger als Ministerpräsident wurde Ahmed Obeid bin Daghr, neuer Vizepräsident wurde General Ali Mohsen al-Ahmar.